# Gallipoli (film)
Gallipoli is een Australische oorlogsfilm uit 1981 onder regie van Peter Weir.

## Verhaal
Twee vrienden dromen ervan om deel te nemen aan de Olympische Spelen en trainen op het Australisch platteland. Maar dan begint de Eerste Wereldoorlog en ze worden naar de Dardanellen gestuurd. Tijdens de slag om Gallipoli strijden ze om hun leven.

## Rolverdeling
| Acteur                    | Personage        |
| ------------------------- | ---------------- |
| Mark Lee                  | Archy Hamilton   |
| Bill Kerr                 | Jack             |
| Harold Hopkins            | Les McCann       |
| Charles Lathalu Yunipingu | Zac              |
| Heath Harris              | Stockman         |
| Ron Graham                | Wallace Hamilton |
| Gerda Nicolson            | Rose Hamilton    |
| Mel Gibson                | Frank Dunne      |
| Robert Grubb              | Billy            |
| Tim McKenzie              | Barney           |
| David Argue               | Snowy            |

## Prijzen en nominaties
- 1981 — AFI Award
  - Gewonnen: Beste film
  - Gewonnen: Beste regie (Peter Weir)
  - Gewonnen: Beste acteur (Mel Gibson)
  - Gewonnen: Beste mannelijke bijrol (Bill Hunter)
  - Gewonnen: Beste scenario (David Williamson)
  - Gewonnen: Beste camerawerk (Russell Boyd)
  - Gewonnen: Beste montage (William Anderson)
  - Gewonnen: Beste geluid
- 1982 — Australian Cinematographers Society
  - Gewonnen: Beste cameraman (Russell Boyd)
- 1982 — Golden Globes
  - Genomineerd: Beste buitenlandse film